# دهستان ملکاری شرقی
دهستان ملکاری شرقی، یکی از دهستان‌های بخش زاب شهرستان میرآباد در استان آذربایجان غربی ایران است. مرکز این دهستان، روستای نواوه است.

## جمعیت
بر پایه سرشماری عمومی نفوس و مسکن در سال ۱۳۹۵، جمعیت دهستان ملکاری شرقی برابر با ۳٬۳۷۲ نفر بوده‌است.